# Bezbrodî, Busk
Bezbrodî (în ucraineană Безброди) este un sat în comuna Kutkir din raionul Busk, regiunea Liov, Ucraina.

## Demografie
Componența lingvistică a localității Bezbrodî
     Ucraineană (99,8%)
     Alte limbi (0,2%)
Conform recensământului din 2001, majoritatea populației localității Bezbrodî era vorbitoare de ucraineană (99,8%), existând în minoritate și vorbitori de alte limbi.